# Песчаный Борок
Песчаный Борок — посёлок в Егорьевском районе Алтайского края России. Входит в состав Лебяжинского сельсовета.

## География
Находится в юго-западной части края, в степной зоне.
Климат
умеренный, континентальный. Средняя температура января составляет −12,5 °C, июля — +18,6 °C. Годовое количество осадков составляет 362 мм.

## Население
| 1997 | 1998 | 1999 | 2000 | 2001 | 2002 | 2003 | 2004 | 2005 |
| ---- | ---- | ---- | ---- | ---- | ---- | ---- | ---- | ---- |
| 157  | ↗164 | ↘153 | ↘152 | ↘146 | ↘118 | ↗119 | ↗124 | ↘123 |
| 2006 | 2007 | 2008 | 2009 | 2010 | 2011 | 2012 | 2013 |      |
| ↘117 | ↘105 | ↘102 | ↘101 | ↗112 | →112 | ↘110 | ↗117 |      |

Национальный состав
Согласно результатам переписи 2002 года, в национальной структуре населения русские составляли 87 % от 116 чел.

## Инфраструктура
Развито сельское хозяйство.

## Транспорт
Посёлок доступен автомобильным транспортом.
Перекрёсток Новоегорьевского тракта и автодороги регионального значения «Песчаный Борок — Первомайское — Ивановка» (идентификационный номер 01 ОП МЗ 01Н-0901).